# ツール・ド・フランス1979
| 第66回 ツール・ド・フランス 1979 | 第66回 ツール・ド・フランス 1979       |
| -------------------------------- | -------------------------------------- |
| 全行程                           | 24区間、 3720 km                       |
| 総合優勝                         | ベルナール・イノー 103時間06分50秒     |
| 2位                              | ヨープ・ズートメルク +03分37秒         |
| 3位                              | ジョアキン・アゴスティーニョ +26分53秒 |
| 4位                              | ハニー・クイパー +28分02秒             |
| 5位                              | ジャンルネ・ベルノードー +32分43秒     |
| ポイント賞                       | ベルナール・イノー 253ポイント         |
| 2位                              | ディートリヒ・テュラウ 157ポイント     |
| 3位                              | ヨープ・ズートメルク 109ポイント       |
| 山岳賞                           | ジョヴァンニ・バッタリン 239ポイント   |
| 2位                              | ベルナール・イノー 196ポイント         |
| 3位                              | マリアーノ・マルチネス 158ポイント     |

ツール・ド・フランス1979は、ツール・ド・フランスとしては66回目の大会。1979年6月27日から7月22日まで、全24ステージで行われた。

## みどころ
この年はツール連覇に照準を合わせてきた感のあるベルナール・イノー。対するはブエルタ・ア・エスパーニャを制し、悲願のツール制覇に挑むヨープ・ズートメルクやジョアキン・アゴスティーニョ、ハニー・クイパーといった、エディ・メルクス全盛時代を知るベテラン勢がどう挑むのか注目された。
また、2年前の大会においてリタイア選手が続出したラルプ・デュエズのゴールが、今大会は何と2回も設定された。

## 今大会の概要
今大会は早くも第1ステージからピレネーステージ。第2ステージのピレネー超え個人タイムトライアルで、イノーがズートメルクやアゴステーニョらを制し、早くもマイヨを奪取。さらにイノーは続く第3ステージも制した。
第8ステージのチームタイムトライアルを終えて、イノーはズートメルクに1分18秒の差をつけた。着々とツール連覇のお膳立てを作りつつあったイノーだが、続く第9ステージは平坦コースながらも、「北の地獄」としてパリ〜ルーベでよく知られているルーベがゴール。このステージでズートメルクはスプリンターの力を利用しながらイノーを粉砕し、イノーにこの区間だけで3分45秒の差をつけた。総合でもイノーに2分5秒差をつけ、マイヨを奪取。
第11ステージの個人タイムトライアルはイノーが制するも、ズートメルクはイノーに対して36秒遅れただけだった。ズートメルクがマイヨ・ジョーヌを着たまま、いよいよ今大会の正念場となるアルプスステージを迎える。
第14ステージを終えて、マイヨのズートメルクに対し、イノーは49秒差。3位のクイパーが既に7分48秒もの差をつけられていることから、この時点で昨年に引き続き、イノーとズートメルクのマッチレースの様相を呈してきた。
第15ステージの個人タイムトライアル。途中に標高1833mのアボリアス峠があるという山岳のタイムトライアルだったが、イノーはズートメルクに対して2分37秒の差をつけ完勝。マイヨをここで奪回した。
さらにイノーは第16ステージでもズートメルクに1分3秒の差をつける。そして第17・18ステージは今大会一番の正念場、ラルプ・デュエズ。
第17ステージはアゴスティーニョが制したが、イノーはしっかりとズートメルクをマークして双方同タイムゴール。そしてラルプ・デュエズがスタート＆ゴールとなる第18ステージはズートメルクが制したものの、イノーは47秒差の区間3位と踏ん張り、まだイノーが1分58秒の差をズートメルクにつけていた。
ラルプ・デュエズの2ステージでズートメルクにほとんど差を縮めさせなかったことがイノーにとって自信に繋がったのか、第21ステージの個人タイムトライアルにおいて、イノーはズートメルクに1分9秒の差をつけ区間優勝。ズートメルクに総合でも3分7秒の差をつけ、残る3ステージは平坦区間であったことから、イノーの連覇はここで確実なものになった。
総合優勝を確実なものにしたイノーだが、ルーベの区間でズートメルクの奇襲を受けているだけに、平坦である23・24ステージも手抜かりがなかった。いずれも勝利。この連勝はまさしく、メルクスの再来を思わせるものとなった。
ところで、ズートメルクは本来、イノーに対して3分7秒差の2位だったはずだが、総合成績では13分7秒差となっている。これは一昨年に引き続き、ドーピングにひっかかったため、ペナルティとして完走後に10分のペナルティが与えられたことによる。したがって最終ステージで2位に入ったズートメルクの区間順位は剥奪されている。

## 総合成績
| 順位 | 選手名                       | 国籍       | チーム                 | 時間            |
| ---- | ---------------------------- | ---------- | ---------------------- | --------------- |
| 1    | ベルナール・イノー           | フランス   | ジタン・カンパーニョロ | 103時間06分50秒 |
| 2    | ヨープ・ズートメルク         | オランダ   |                        | 13分07秒        |
| 3    | ジョアキン・アゴスティーニョ | ポルトガル |                        | 26分53秒        |
| 4    | ハニー・クイパー             | オランダ   |                        | 28分02秒        |
| 5    | ジャンルネ・ベルノードー     | フランス   |                        | 32分43秒        |
| 6    | ジョバンニ・バッタリン       | イタリア   |                        | 38分12秒        |
| 7    | ヨ・マース                   | オランダ   |                        | 38分38秒        |
| 8    | ポール・ウェレンス           | ベルギー   |                        | 39分06秒        |
| 9    | クロード・クリケリオン       | ベルギー   |                        | 40分38秒        |
| 10   | ディートリヒ・テュラウ       | ドイツ     |                        | 44分35秒        |

### マイヨ・ジョーヌ保持者
| 選手名                   | 国籍     | 首位区間                |
| ------------------------ | -------- | ----------------------- |
| ヘリー・クネットマン     | オランダ | プロローグ、第7         |
| ジャンルネ・ベルノードー | フランス | 第1                     |
| ベルナール・イノー       | フランス | 第2-第6、第8、第15-最終 |
| ヨープ・ズートメルク     | オランダ | 第9-第14                |